# Дубочај (археолошки локалитет)
44° 39′ 36″ С; 20° 44′ 27″ И / 44.659961° С; 20.740851° И
Дубочај је археолошки локалитет који се налази у у атару Гроцке, два километра удаљен од насеља, на десној страни пута Београд – Смедерево. На овом локалитету окткривени су први и најстарији трагови насеља који потичу из млађег каменог доба.

## Историја
Дубочај је велики атар, испресецан дубоким јаругама са стрмим падинама, којима су текли потоци. Ове падине често су биле обрасле шумама и гајевима по којима је и атар добио име. У овом имену сједињене су две речи: дубок и гај што је спајањем прешло у дубокгај, дубоккај, дубокај и Дубочај.
Локалитет је идентификован је као Mutatio ad sextum milliate и према римским итинерaрима, налазио се на шестој римској миљи од Tricorniuma (Ритопек), са којим је служио као заштита пута Сингидунум – Виминацијум.
На простору атара Дубочај у нашој историји одиграле су се две значајне битке. Прва 1739. године између аустроугарске и турске војске, када су Турци однели победу а друга битка 1914. у којој је Србија бранила прелаз преко Дунава од многобројније аустро угарске војске.

## Археолошка истраживања

### Почетак
Чувени српски лекар, др Александар Костић, био је везан за грочанске атаре преко Болеча, где је у својој амбуланти, током Првог светског рата, лечио рањенике. Мотивисан ратним успоменама, али и лепотом природе, 1932. године је на локалитету Дубочај одлучио да сазида кућу.
Од Илије Гарашанина је 1931. године купио виноград и копајући темеље своје куће наишао је на археолошке налазе, међу којима су биле и две раскошне римске гробнице, што је подстакло његово интересовање за археологију. Током наредних 45 година аматерски се бавио археологијом и прикупљао артефакте пронађене на локалитету Дубочај.

### Систематска археолошка истраживања
Приликом систематских археолошких ископавања 1963. и 1964. године откривени су архитектонски споменици из периода од II до III века, солидне градње и са остацима рељефа и ситне камене пластике, али и нешто новији објекти лошије градње, на основу пронађеног новца датовани у IV век. Наведене чињенице, указују на коришћење земљишта као континуалног привредног басена. 
На истом локалитету откривени су, први у Србији, остаци ville rustice. Откривена римска гробница везује се за познату гробницу у Брестовику. Сви ови налази од великог су значаја за изучавање економских и политичких збивања на ширем подручју Сингидунума. На локалитету је откривено и неолитско насеље старчевачке културе.

## Легат др Александра Костића
Године 1978. долази на идеју о оснивању музеја и целокупну своју збирку поклања општини Гроцка, са жељом да легат буде изложен у рестаурираној Ранчићевој кући. Музеј је ту и отворен, под именом „Завичајни музеј Гроцке”, Дубочајска збирка палеолошких, археолошких, нумизматичких и других ископина професора Костића била је стална поставка.
Због неадекватног одржавања Ранчићева кућа је 90-их година 20. века затворена, а Дубочајска збирка повучена. Његов легат, који обухвата налазе са локалитета Дубочај у Гроцкој, остао је скривен од јавности готово 20. година. Данас је изложен као стална археолошка поставка у галерији библиотеке „Илија Гарашанин” у Гроцкој. Поставку су реализовали, подршком ГО Гроцка, кустос Центра за културу Гроцка Зорица Атић, кустоси Музеја града Београда др Милош Спасић и Драгана Стојић, и археолог Раде Милић.